# Dubanka
Dubanka je malý vodní tok v Pardubickém kraji pramenící v severozápadním okraji Svitavské pahorkatiny.

## Průběh toku
Počátkem toku Dubanky je výtok z meliorační trubky u silnice I/17 mezi Bylany a Heřmanovým Městcem. Potok silnici okamžitě podtéká a pokračuje přibližně severním směrem mělkým údolím k Rozhovicím, kde východně od zastávky podtéká železniční trať Chrudim město - Heřmanův Městec. Zde opouští Svitavskou pahorkatinu a vtéká do Východolabské tabule. Pokračuje dále k severu, protéká Čepím a Dubany, které daly potoku jméno. Zde také napájí místní rybník. Za vsí teče stále k severu, zprava míjí Starý Mateřov a severovýchodně od něj se na hranicích katastru Pardubic zleva vlévá do Bylanky.